# Македонска патриотична организация „Владо Черноземски“ (Шепъртън)
Македонската патриотична организация „Владо Черноземски“ е секция на Македонската патриотична организация в Шепъртън, Австралия. Създадена е към 18 март 1935 година.